# Konstantin Rausch
Konstantin Rausch (Russisch: Константин Викторович Рауш) (Kozhevnikovo, 15 maart 1990) is een Duits voetballer van Russische afkomst die bij voorkeur als linksachter speelt. Hij verruilde in juli 2015 VfB Stuttgart voor SV Darmstadt 98.

## Clubcarrière
Rausch speelde in zijn jeugd voor TuS Lachendorf en SV Nienhagen. Op 14-jarige leeftijd sloot hij zich aan bij Hannover 96, dat hem reeds 2 jaar eerder probeerde te strikken. Rausch besloot toen om naar SV Nienhagen te gaan. Hij verkoos uiteindelijk Hannover 96 boven Werder Bremen en Feyenoord. Hij maakte zijn profdebuut op 30 maart 2008 tegen VfB Stuttgart. Tijdens de rust werd hij naar de kant gehaald wegens een verrekte spier. Twee dagen later tekende hij zijn eerste een profcontract. Aanvankelijk werd hij op het middenveld uitgespeeld, maar gedurende het seizoen 2012-2013 zette toenmalig Hannover 96-coach Mirko Slomka Rausch op de positie van linksachter.
Op 5 mei 2013 werd bekendgemaakt dat Rausch een driejarig contract had getekend bij VfB Stuttgart, dat per 1 juli 2013 inging. Rausch kwam transfervrij over. Twee jaar later, in juli 2015, tekende Rausch een contract bij SV Darmstadt 98.
Op 21 januari 2018 heeft hij een contract getekend bij de Russische club Dinamo Moskou.

## Interlandcarrière
Rausch kwam uit voor Duitsland –17, Duitsland –19 en Duitsland –21. Voor Duitsland –17 speelde hij 23 wedstrijden, voor Duitsland –19 tien wedstrijden en voor Duitsland –21 acht wedstrijden. In 2007 werd hij met Duitsland –17 derde op het WK –17 in Zuid-Korea. Aangezien Rausch de dubbele nationaliteit heeft, is hij ook speelgerechtigd om voor Rusland uit te komen.
Op 24 maart 2018 raakte hij in opspraak, toen Rausch samen met Roman Neustädter in de nacht van vrijdag op zaterdag, na de verloren oefeninterland tegen Brazilië (0–3), werd gesignaleerd in een nachtclub in Moskou. Bondscoach Stanislav Tsjertsjesov had zijn spelers opgedragen om voor middernacht terug te zijn in het spelershotel. Daarop kregen beiden een boete van de Russische voetbalbond en boden hun excuses aan.

## Afkomst
Rausch werd geboren in het Russische Kozhevnikovo. Op 5-jarige leeftijd emigreerde zijn familie uit Siberië naar Duitsland. Zijn eerste vriend in Duitsland kon zijn naam niet goed uitspreken en zei consequent "Kocka", wat nog steeds als zijn bijnaam wordt gebruikt door ploegmaten en coaches.